# Верхня печера
Верхня (рос. Верхняя) — печера в Башкортостані, Росія. Печера комплексного (горизонтально-вертикального) типу простягання. Загальна протяжність — 230 м. Глибина печери становить 26 м. Категорія складності проходження ходів печери — 1. Печера відноситься до Бурзянського підрайону Бєлорецького району Зілаїрської області Центральноуральської спелеологічної провінції.